# Município de Richland (condado de Logan, Ohio)
O município de Richland (em inglês: Richland Township) é um município localizado no condado de Logan no estado estadounidense de Ohio. No ano de 2010 tinha uma população de 2.482 habitantes e uma densidade populacional de 32,13 pessoas por km².

## Geografia
O município de Richland encontra-se localizado nas coordenadas 40° 29′ 56″ N, 83° 48′ 03″ O. Segundo o Departamento do Censo dos Estados Unidos, o município tem uma superfície total de 77,25 km², da qual 75,11 km² correspondem a terra firme e (2,76 %) 2,13 km² é água.

## Demografia
Segundo o censo de 2010, tinha 2.482 habitantes residindo no município de Richland. A densidade populacional era de 32,13 hab./km². Dos 2.482 habitantes, o município de Richland estava composto pelo 97,58 % brancos, o 0,32 % eram afroamericanos, o 0,4 % eram amerindios, o 0,32 % eram asiáticos, o 0,24 % eram de outras raças e o 1,13 % eram de uma mistura de raças. Do total da população o 1,41 % eram hispanos ou latinos de qualquer raça.